# ديفيد كينغ (لاعب كريكت)
ديفيد كينغ (25 يوليو 1990 - ) (بالإنجليزية: David King)‏ هو لاعب كريكت أسترالي.

## وصلات خارجية
- دايفيد كينغ على موقع إي آس بي آن كريك إنفو (الإنجليزية)